# Doom at Your Service
Doom at Your Service (Hangul: 어느 날 우리 집 현관으로 멸망이 들어왔다; RR: Eoneu nal uri jip hyeongwaneuro myeolmangi deureowatda, también conocida como One Day Destruction Came Through My Front Door), es una serie de televisión surcoreana transmitida del 10 de mayo de 2021 hasta el 29 de junio de 2021 a través de tvN.

## Sinopsis
Kim Sa-ram es una persona que lleva una vida tumultuosa y sujeta a los caprichos del destino, hasta que se encuentra en el precicipio de la verdadera destrucción.
Sa-ram nació entre la oscuridad y la luz, aunque no es su intención sino simplemente su destino, cuando respira: los países desaparecen, donde camina: las estaciones se derrumban y cuando sonríe: una vida termina. Todo lo que tiene que hacer es existir para que algo no acabe destruido.
Sin embargo las cosas comienzan a cambiar cuando conoce a Tak Dong-kyung, una joven que arrastra a Sa-ram a su vida, con un enorme deseo de vivir y por quien pronto comienza a sentirse atraído.

## Reparto[13]

### Personajes principales[14]
| Actor                    | Personaje                | Nº de episodios | Notas |
| ------------------------ | ------------------------ | --------------- | --- |
| Park Bo-young Lee Ye-seo | Tak Dong-kyung           | 16 1, 3         | Es una mujer que ha vivido una vida normal, sin metas o sueños claros. Ha trabajado duro desde que sus padres murieron debido a un accidente automovilístico cuando era pequeña. Es una persona con una personalidad combativa, por lo que, cuando descubre que sólo le quedan únicamente 100 días de vida si no se realiza una operación, termina en un contrato con Myeol Mang, el dios de la destrucción para cambiar su destino. Aunque al inicio le molesta la presencia de Myul Mang, poco a poco comienza a comprenderlo y a enamorarse profundamente de él. |
| Seo In-guk               | Myul Mang ("Kim Sa-ram") | 16              | Es una persona que desea la destrucción del mundo y aunque camina solo por las calles llenas de gente, su perspectiva cambia cuando conoce a Tak Dong-kyung, por quien pronto se siente atraído y poco a poco se enamora profundamente de ella e intenta hacer todo lo posible por salvarle la vida. Myul Mang literalmente significa "ruina", por lo que Dong-kyung le da el nombre de "Kim Sa-ram". |
| Lee Soo-hyuk             | Cha Joo-ik               | 16              | Es el jefe de la editorial de novelas web y compañero de trabajo de Tak Dong-kyung. Es considerado como el "maestro" del primer beso y ayuda a sus novelistas a crear mejores historias románticas dándoles inspiración romántica en la vida real. Es buen amigo de Lee Hyun-kyoo, con quien estudió. Tiene sentimientos por Na Ji-na, sin embargo las cosas se complican ya que Hyun-kyoo aún está enamorado de ella. Aunque parece que tiene una personalidad fría, en realidad se preocupa por la gente que lo rodea, en especial por Dong-kyung y Ji-na.        |
| Shin Do-hyun             | Na Ji-na                 | 16              | Es una de las mejores amigas de Tak Dong-kyung, así como una novelista web que se ve envuelta en un triángulo amoroso entre Cha Joo-ik y Lee Hyun-kyoo, su primer amor. Cuando escribe utiliza el seudónimo de "Lee Hyun". Más tarde, cuando descubre que Dong-kyung tiene sólo unos meses de vida, que da destruida y se culpa por no saberlo antes. |
| Kang Tae-oh              | Lee Hyun-kyoo            | 16              | Es el dueño de la cafetería "Mellifluous", que lamenta mucho haber huido de su primer amor, Na Ji-na, con quien terminó para ir con sus amigos. Es el mejor amigo de Cha Joo-ik. Años más tarde cuando se reencuentra con Ji-na intenta recuperarla, sin embargo las cosas se complican ya que Joo-ik también está interesado en ella. |

### Personajes secundarios

#### Personas cercanas a Dong-kyung
| Actor               | Personaje     | Nº de episodios | Notas |
| ------------------- | ------------- | --------------- | --- |
| Dawon Park Jae-joon | Tak Sun-kyung | - 1, 3          | Es el hermano menor de Tak Dong-kyung. Aunque se está preparando para ingresar a la fuerza laboral, aún es inmaduro y actúa antes de pensar. Aunque parece que le gusta molestar a su hermana mayor en realidad está muy agradecido con ella. Cuando descubre que su hermana sólo tiene unos meses de vida, queda destrozado y decide cambiar su vida para bien. Poco después comienza a trabajar en la cafetería "Mellifluous" para poder apoyar a Dong-kyung con los gastos. |
| Woo Hee-jin         | Kang Soo-ja   | 1, 3            | Es la tía de Tak Dong-kyung y Tak Sun-kyung. |

#### Empleados de "Life Story"
| Actor                | Personaje       | Episodio(s) donde apareció | Notas |
| -------------------- | --------------- | -------------------------- | --- |
| Song Jin-woo         | Park Chang-shin | -                          | Es el CEO y representante de la editorial "Life Story". Cuando Myul Mang va a visitar a Dong-kyung a Life Story, toma su apariencia.   |
| Song Joo-hee (Alice) | Cho Ye-ji       | -                          | Es una de las mejores amigas de Tak Dong-kyung y la jefa del equipo editorial de "Life Story".                                         |
| Choi So-yoon         | Kim Da-in       | -                          | Es una colega de Tak Dong-kyung y miembro del equipo editorial de "Life Story".                                                        |
| Park Tae-in          | Park Jung-min   | -                          | Es el nuevo miembro del equipo editorial de "Life Story". Cuando Myul Mang va a visitar a Dong-kyung a Life Story, toma su apariencia. |
| Je Seung-hyun        | -               | 6                          | Es una empleada en "Life Story". |

#### Escritores de "Life Story"
| Actor          | Personaje           | Episodio(s) donde apareció | Notas |
| -------------- | ------------------- | -------------------------- | --- |
| Lee Seung-joon | Dr. Jung Seung-joon | -                          | Es un neurólogo y doctor de Tak Dong-kyung, así como un novelista web en "Life Story" que cuando escribe utiliza el seudónimo de "Jung Dang-myeon". Está encargado de tratar a Dong-kyung, y aunque la anima a reaizarse la operación que le podría dar más tiempo de vida, ella se niega. |
| Nam Da-reum    | Park Young-eun      | 5-7, 10, 12, 15-16         | Es el escritor estrella de "Life Story", un estudiante de secundaria con carácter que cuando escribe usa el seudónimo de "Gwi Gong-ja" o "Young Prince". Aunque al inicio se muestra frío con Tak Dong-kyung, poco a poco se hacen cercanos y le gusta pasar tiempo con ella. Cuando otros miembros de Life Story intentan trabajar con él, ,Young-eun les dice que sólo hará tratos con Dong-kyung. Poco después Myeol Mang se da cuenta de que en realidad Young-eun está enamorado de Dong-kyung. |
| Heo Jae-ho     | "Ji-jo King"        | 2-3                        | Es un novelista web en "Life Story". |
| Son Woo-hyun   | "Siberia"           | 3                          | Es un novelista web en "Life Story". |
| Oh Yeon-ah     | "Dalgona"           | -                          | Es una novelista web en "Life Story". |

#### Deidades
| Actor      | Personaje                 | Episodio(s) donde apareció | Notas                                                                     |
| ---------- | ------------------------- | -------------------------- | ------------------------------------------------------------------------- |
| Jung Ji-so | So Nyeo-shin / Kim Ji-eun | -                          | Es la deidad encargada de la vida y la responsable de crear a Myeol Mang. |

### Otros personajes
| Actor             | Personaje    | Episodio(s) donde apareció | Notas |
| ----------------- | ------------ | -------------------------- | --- |
| Kim Ji-su         | -            | 1, 6                       | Es una enfermera del hospital que es engañada por Myul Mang haciéndole creer que es un doctor del hospital. |
| Shin Soo-hyun     | -            | 1                          | Es una enfermera del hospital. |
| Lee Dong-kyu      | -            | 1                          | Es un locutor de "YBN". |
| Kim Hyo-myung     | -            | 1                          | Es un pervertido en el metro que comienza a tomarle fotos a Tak Dong-kyung, sin embargo cuando ella se da cuenta lo persigue y él termina rompiéndose una pierna después de caer en un hoyo creado por Myul Mang. |
| Hong In           | -            | 1-2, 4                     | Es un sospechoso de apuñalamiento, quien después de llegar al hospital es torturado por Myeol Mang, aunque después lo salva para hacerle pagar por sus actos. Cuando es llevado al hospital para una revisión, decide atacar a Myul Mang cuando lo ve ahí, sin embargo Dong-kyung se interpone entre ambos para proteger a Myul Mang, y este logra detener el cuchillo. Furioso por lo sucedido Myul Mang, decide devolverle lo que le "quitó" y hace que se quite la vida con el mismo cuchillo con el que intentó atacarlo. |
| Kim Baek-ri       | -            | 1-2                        | Es la esposa embarazada de Cho Dae-han. Cuando descubre que él la ha estado engañando con Tak Dong-kyung, se enfrenta con ella, sin embargo cuando descubre que Dong-kyung no sabía que Dae-han estaba casado y que también la estaba engañando, decide terminar su matrimonio. |
| Moon Chang-wan    | Tak Jung-won | 1, 3                       | Es el padre de Tak Dong-kyung y Tak Sun-kyung. |
| Choi Kyo-shik     | -            | 1, 3                       | Es un familiar de Tak Dong-kyung y Tak Sun-kyung. |
| Eom Ok-ran        | -            | 1, 3                       | Es una familiar de Tak Dong-kyung y Tak Sun-kyung. |
| Oh Nan-ju         | -            | 2                          | Es una chamán. |
| Ryu Yeon-seok     | -            | 2                          | Es un fotógrafo. |
| Yoon Tae-soo      | -            | 2                          | Es un mesero del restaurante. |
| Lee Ja-ryung      | -            | 2, 4                       | Es una mujer repartiendo folletos del "día del juicio final". |
| Park Min-young    | -            | 3                          | Es una doctora. |
| Yoon Bok-sung     | -            | 4                          | Es un juez. |
| Uhm Ja-yoon       | -            | 4                          | Es un oficial de la prisión. |
| Yoo Ha-bok        | -            | 6                          | Es el padre de Cha Joo-ik. |
| Lee Jae-eun       | -            | 6                          | Es una paciente. |
| Jang Young-hyun   | -            | 6                          | |
| Yoo Seong-yul     | -            | 6                          | |
| Park Sang-hyun    | -            | 7                          | Es una trabajadora de la editorial "Toshino". |
| Daniel C. Kennedy | Kevin        | -                          | Es el esposo de Kang Soo-ja. |

### Apariciones especiales
| Actor         | Personaje   | Episodio(s) donde apareció | Notas |
| ------------- | ----------- | -------------------------- | --- |
| Kwon Soo-hyun | -           | 6                          | Es la cita a ciegas de Tak Dong-kyung, cuando Myeol Mang se da cuenta de que él está interesado en Dong-kyung, se pone celoso y le hace creer que está borracho dejándolo inconsciente por unos minutos. |
| Han Ye-ri     | -           | 3, 6                       | Es una paciente a la que Myul Mang le hace creer que tiene el mismo diagnóstico que Tak Dong-kyung para ver su reacción. |
| Kim Ji-seok   | Cho Dae-han | 2-3                        | Es el novio de Tak Dong-kyung con quien ha salido los últimos tres meses. Cuando Dong-kyung descubre que en realidad Dae-han la ha estado engañando, ya que está casado y su esposa está embarazada termina la relación y le dice que no quiere volver a verlo. Aunque intenta regresr con ella, Dong-kyung lo rechaza. |

## Episodios
La serie está conformada por dieciseis episodios, los cuales fueron emitidos todos los lunes y martes a las 9:00 (KST).

### Ratings
Los números en color rojo indican las calificaciones más bajas, mientras que los números en azul indican las calificaciones más altas.
| Episodio | Fecha de emisión    | Participación promedio de audiencia | Participación promedio de audiencia |
| Episodio | Fecha de emisión    | Nacional                            | Seúl                                |
| -------- | ------------------- | ----------------------------------- | ----------------------------------- |
| 1        | 10 de mayo de 2021  | 4.118% (1.ª)                        | 4.238% (1.ª)                        |
| 2        | 11 de mayo de 2021  | 4.422% (1.ª)                        | 4.926% (1.ª)                        |
| 3        | 17 de mayo de 2021  | 3.952% (1.ª)                        | 4.521% (1.ª)                        |
| 4        | 18 de mayo de 2021  | 3.194% (1.ª)                        | 3.390% (1.ª)                        |
| 5        | 24 de mayo de 2021  | 3.384% (1.ª)                        | 3.863% (1.ª)                        |
| 6        | 25 de mayo de 2021  | 3.343% (1.ª)                        | 4.066% (1.ª)                        |
| 7        | 31 de mayo de 2021  | 3.297% (1.ª)                        | 3.702% (1.ª)                        |
| 8        | 1 de junio de 2021  | 2.789% (1.ª)                        | 3.371% (1.ª)                        |
| 9        | 7 de junio de 2021  | 2.505% (1.ª)                        | 2.922% (1.ª)                        |
| 10       | 8 de junio de 2021  | 2.473% (2.ª)                        | 2.714% (2.ª)                        |
| 11       | 14 de junio de 2021 | 2.517% (1.ª)                        | 2.894% (1.ª)                        |
| 12       | 15 de junio de 2021 | 2.351% (2.ª)                        | 2.318% (2.ª)                        |
| 13       | 21 de junio de 2021 | 2.899% (1.ª)                        | 3.511% (1.ª)                        |
| 14       | 22 de junio de 2021 | 2.521% (2.ª)                        | 2.947% (1.ª)                        |
| 15       | 28 de junio de 2021 | 2.334% (1.ª)                        | 2.865% (1.ª)                        |
| 16       | 29 de junio de 2021 | 2.340% (2.ª)                        | 2.630% (2.ª)                        |
| Promedio | Promedio            | 3.027%                              | 3.430%                              |

## Música
El OST de la serie está conformado por las siguientes canciones, la cual es distribuida por Music & New:

### Parte 1
| No. | Intérprete | Canción                 | Letra                                          | Música                                         | Duración |
| --- | ---------- | ----------------------- | ---------------------------------------------- | ---------------------------------------------- | -------- |
| 1   | Ailee      | "Breaking Down"         | Kim Chang-rak, Kim Soo-bin (de Aiming) y Atone | Kim Chang-rak, Kim Soo-bin (de Aiming) y Atone | 3:43     |
| 2   |            | "Breaking Down" (Inst.) | -                                              | Kim Chang-rak, Kim Soo-bin (de Aiming) y Atone | 3:43     |

### Parte 2
| No. | Intérpretes | Canción                                          | Letra        | Música       | Duración |
| --- | ----------- | ------------------------------------------------ | ------------ | ------------ | -------- |
| 1   | TXT         | "Love Sight" (널 보면 시간이 멈춰 어느 순간에도) | AVGS y Jymon | AVGS y Jymon | 4:12     |
| 2   |             | "Love Sight" (Inst.)                             | -            | AVGS y Jymon | 4:12     |

### Parte 3
| No. | Intérprete | Canción     | Letra                                                    | Música                                                   | Duración |
| --- | ---------- | ----------- | -------------------------------------------------------- | -------------------------------------------------------- | -------- |
| 1   | Baekhyun   | "U"         | Kim Chang-rak, Kim Soo-bin (de Aiming) y Hwang Seo-young | Kim Chang-rak, Kim Soo-bin, No Young-won y Kwon Soo-hyun | 3:44     |
| 2   |            | "U" (Inst.) | -                                                        | Kim Chang-rak, Kim Soo-bin, No Young-won y Kwon Soo-hyun | 3:44     |

### Parte 4
| No. | Intérprete | Canción                       | Letra                                            | Música                                                  | Duración |
| --- | ---------- | ----------------------------- | ------------------------------------------------ | ------------------------------------------------------- | -------- |
| 1   | Gummy      | "I Wanna Be with You"         | Yoon Kyung-won, Hwang Seo-young y Hwang Eun-jung | Kim Chang-rak, Kim Soo-bin (de Aiming) y Choi Jae-young | 4:07     |
| 2   |            | "I Wanna Be with You" (Inst.) | -                                                | Kim Chang-rak, Kim Soo-bin (de Aiming) y Choi Jae-young | 4:07     |

### Parte 5
| No. | Intérpretes | Canción                  | Letra   | Música                                             | Duración |
| --- | ----------- | ------------------------ | ------- | -------------------------------------------------- | -------- |
| 1   | Davichi     | "All of My Love"         | Davichi | Kim Chang-rak, Kim Soo-bin (de Aiming) y Jo Se-hee | 4:18     |
| 2   |             | "All of My Love" (Inst.) | -       | Kim Chang-rak, Kim Soo-bin (de Aiming) y Jo Se-hee | 4:18     |

### Parte 6
| No. | Intérprete | Canción                | Letra                                   | Música                      | Duración |
| --- | ---------- | ---------------------- | --------------------------------------- | --------------------------- | -------- |
| 1   | Sondia     | "This Is Love"         | Song Yang-ha, Kim Jae-hyun y Lee Joo-ah | Song Yang-ha y Kim Jae-hyun | 3:55     |
| 2   |            | "This Is Love" (Inst.) | -                                       | Song Yang-ha y Kim Jae-hyun | 3:55     |

### Parte 7
| No. | Intérprete | Canción                                | Letra                 | Música                       | Duración |
| --- | ---------- | -------------------------------------- | --------------------- | ---------------------------- | -------- |
| 1   | Seo In-guk | "Distant Fate" (아득한 먼 훗날 우리가) | Kim Eana y Seo In-guk | Seo In-guk y Park Kyung-hyun | 4:03     |
| 2   |            | "Distant Fate" (Inst.)                 | -                     | Seo In-guk y Park Kyung-hyun | 4:03     |

## Producción
La serie también es conocida como One Day, Destruction Came In Through My Door, Destruction, Ruin, One Day Destruction Came In Through My Door, One Day Destruction Came To Our Door y One Day Destruction Came Through.
Es dirigida por Kwon Young-il, quien contó con el apoyo del guionista Im Me Ah Ri (임메아리).
La primera lectura del guion fue realizada en marzo de 2021, mientras que la conferencia de prensa fue realizada en mayo del mismo año.
La serie fue emitida a través de la tvN del 10 de mayo de 2021 hasta el 29 de junio del mismo año.

### Recepción
A su estreno, la serie ha recibido críticas positivas gracias a la química entre los actores principales Seo In-guk y Park Bo-young. Así como su emocionante e interesante trama y atrapantes y hermosos escenarios.
El 16 de mayo de 2021, Good Data Corporation compartió su nueva clasificación de los dramas y miembros del elenco que generaron más revuelo durante la semana del 3 al 9 de mayo del mismo año. Las listas se compilaron a partir del análisis de artículos de noticias, publicaciones de blogs, comunidades en línea, videos y publicaciones en redes sociales sobre los dramas que están actualmente al aire o que saldrán al aire próximamente. La serie obtuvo el puesto número 8 en la lista de dramas, mientras que los actores Seo In-guk y Park Bo-young ocuparon los puestos 7 y 10 respectivamente dentro de los diez miembros del elenco más comentados de la semana.
El 18 de mayo de 2021, Good Data Corporation compartió su nueva clasificación de los dramas y miembros del elenco que generaron más revuelo durante la semana del 10 al 16 de mayo del mismo año. Las listas se compilaron a partir del análisis de artículos de noticias, publicaciones de blogs, comunidades en línea, videos y publicaciones en redes sociales sobre los dramas que están actualmente al aire o que saldrán al aire próximamente. La serie obtuvo el puesto número 1 en la lista de dramas, mientras que los actores Seo In-guk y Park Bo-young ocuparon los puestos 1 y 2 respectivamente dentro de los diez miembros del elenco más comentados de la semana.
El 25 de mayo de 2021, Good Data Corporation compartió su nueva clasificación de los dramas y miembros del elenco que generaron más revuelo durante la semana del 17 al 23 de mayo del mismo año. Las listas se compilaron a partir del análisis de artículos de noticias, publicaciones de blogs, comunidades en línea, videos y publicaciones en redes sociales sobre los dramas que están actualmente al aire o que saldrán al aire próximamente. La serie obtuvo el puesto número 1 en la lista de dramas, mientras que los actores Park Bo-young y Seo In-guk ocuparon los puestos 1 y 2 respectivamente dentro de los diez miembros del elenco más comentados de la semana.
El 1 de junio de 2021, Good Data Corporation compartió su nueva clasificación de los dramas y miembros del elenco que generaron más revuelo durante la semana del 24 al 30 de mayo del mismo año. Las listas se compilaron a partir del análisis de artículos de noticias, publicaciones de blogs, comunidades en línea, videos y publicaciones en redes sociales sobre los dramas que están actualmente al aire o que saldrán al aire próximamente. La serie obtuvo nuevamente el puesto número 1 en la lista de dramas, mientras que los actores Park Bo-young y Seo In-guk ocuparon los puestos 1 y 3 respectivamente dentro de los diez miembros del elenco más comentados de la semana.
El 8 de junio de 2021, Good Data Corporation compartió su nueva clasificación de los dramas y miembros del elenco que generaron más revuelo durante la primera semana de junio del mismo año. Las listas se compilaron a partir del análisis de artículos de noticias, publicaciones de blogs, comunidades en línea, videos y publicaciones en redes sociales sobre los dramas que están actualmente al aire o que saldrán al aire próximamente. La serie obtuvo el puesto número 2 en la lista de dramas, mientras que los actores Park Bo-young y Seo In-guk ocuparon los puestos 1 y 5 respectivamente dentro de los diez miembros del elenco más comentados de la semana.
El 16 de junio de 2021, Good Data Corporation compartió su nueva clasificación de los dramas y miembros del elenco que generaron más revuelo durante la semana de junio del mismo año. Las listas se compilaron a partir del análisis de artículos de noticias, publicaciones de blogs, comunidades en línea, videos y publicaciones en redes sociales sobre los dramas que están actualmente al aire o que saldrán al aire próximamente. La serie obtuvo el puesto número 3 en la lista de dramas, mientras que los actores Park Bo-young y Seo In-guk ocuparon los puestos 4 y 5 respectivamente dentro de los diez miembros del elenco más comentados de la semana.
El 23 de junio de 2021, Good Data Corporation compartió su nueva clasificación de los dramas y miembros del elenco que generaron más revuelo durante la tercera semana de junio del mismo año. Las listas se compilaron a partir del análisis de artículos de noticias, publicaciones de blogs, comunidades en línea, videos y publicaciones en redes sociales sobre los dramas que están actualmente al aire o que saldrán al aire próximamente. La serie obtuvo el puesto número 5 en la lista de dramas, mientras que los actores Park Bo-young y Seo In-guk ocuparon los puestos 4 y 7 respectivamente dentro de los diez miembros del elenco más comentados de la semana.
El 28 de junio de 2021 se anunció que la serie estaba dentro de los 5 mejores y más populares K-Dramas de Viki de ese mes, entre ellos: Penthouse: War In Life 3, Youth of May, So I Married the Anti-Fan e Imitation.
El 3 de julio de 2021, Good Data Corporation compartió su nueva clasificación de los dramas y miembros del elenco que generaron más revuelo durante la semana. Las listas se compilaron a partir del análisis de artículos de noticias, publicaciones de blogs, comunidades en línea, videos y publicaciones en redes sociales sobre los dramas que están actualmente al aire o que saldrán al aire próximamente. La serie obtuvo el puesto número 3 en la lista de dramas, mientras que los actores Seo In-guk y Park Bo-young ocuparon los puestos 5 y 6 respectivamente dentro de los diez miembros del elenco más comentados de la semana.
El 6 de julio de 2021, Good Data Corporation compartió su nueva clasificación de los dramas y miembros del elenco que generaron más revuelo durante la semana del 28 de junio hasta el 4 de julio del mismo año. Las listas se compilaron a partir del análisis de artículos de noticias, publicaciones de blogs, comunidades en línea, videos y publicaciones en redes sociales sobre los dramas que están actualmente al aire o que saldrán al aire próximamente. La serie obtuvo el puesto número 3 en la lista de dramas, mientras que los actores Seo In-guk y Park Bo-young ocuparon los puestos 7 y 8 respectivamente dentro de los diez miembros del elenco más comentados de la semana.

### Distribución internacional
La serie fue distribuida por Viu como parte de Viu Original Series.